# Alopecurus myosuroides
Alopecurus myosuroides es una hierba de la familia de las gramíneas. Es originaria de Norteamérica.

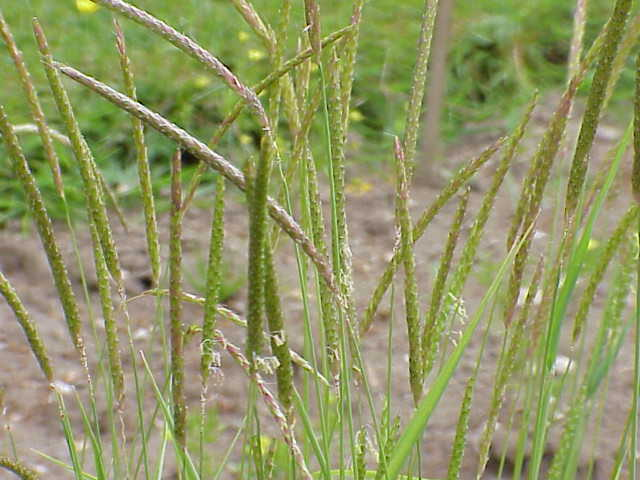
Espigas

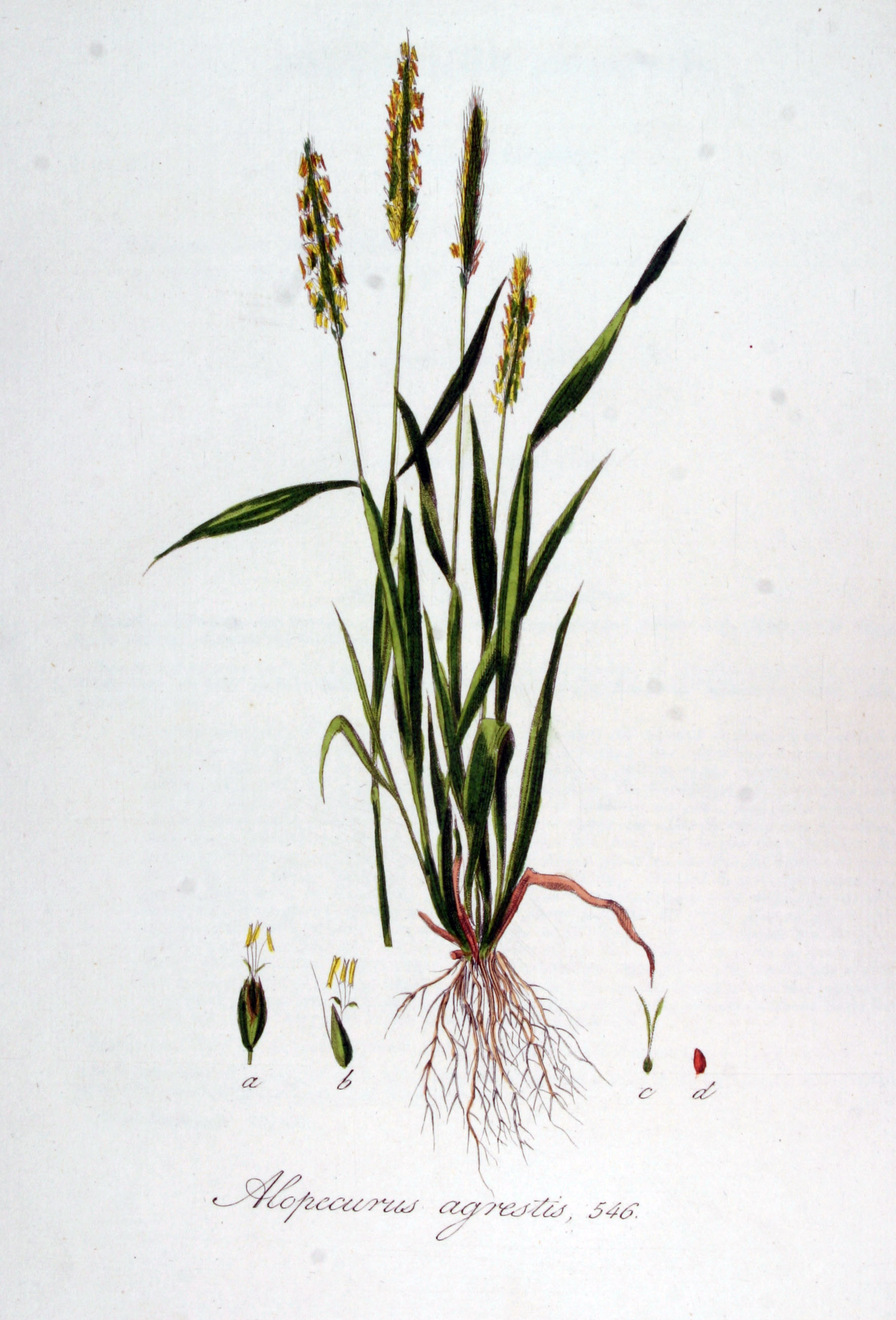
Ilustración

## Descripción
Puede alcanzar hasta 80 cm de alto, frecuentemente se encuentra en macollas. Las hojas no son lampiñas. La vaina de la hoja es lisa, de color verde a púrpura. La lámina de la hoja mide, de 3 a 16 cm de largo, verde, de textura áspera. Las espiguillas son cilíndricas, de color verde amarillo, verde pálido o púrpura en color. Florece de mayo a agosto.

## Ecología
En el Reino Unido, donde se conoce por los agricultores como hierba negra, es una de las principales malezas de los cultivos de cereales, ya que produce una gran cantidad de semilla que es derramada antes de que se corte la cosecha. Ha desarrollado resistencia a una amplia gama de herbicidas utilizadas para controlarla. Puede aparecer en densidades muy altas en competencia con el cultivo y reducir seriamente el rendimiento de los cultivos tales como trigo y cebada si no se controla.
Las semillas tienen un corto período de latencia y de viabilidad, y la cantidad puede ser reducida por el cultivo de la superficie después de la cosecha.

## Taxonomía
Alopecurus myosuroides fue descrita por  William Hudson y publicado en Flora Anglica 1: 23. 1762.
Etimología
Alopecurus nombre genérico que proviene del griego alopes -ekos, (zorro), y oura (cola), por la forma de la panícula.
myosuroides: epíteto compuesto que significa "similar a Myosurus".
Sinonimia
NOTA: Los nombres que presentan enlaces son sinónimos en otras especies: 
- Alopecurus adanensis
- Alopecurus affinis]
- Alopecurus agrestis
- Alopecurus agrestis var. decumbens
- Alopecurus agrestis var. geniculatus
- Alopecurus agrestis var. lutescens
- Alopecurus agrestis var. minimus
- Alopecurus agrestis var. minor
- Alopecurus agrestis var. pulchellus
- Alopecurus agrestis var. purpurascens
- Alopecurus agrestis var. scaber
- Alopecurus agrestis var. segetali
- Alopecurus agrestis var. tonsus
- Alopecurus agrestis var. versicolor
- Alopecurus agrestis var. viridis
- Alopecurus caerulescens
- Alopecurus coerulescens
- Alopecurus creticus var. corcyrensis
- Alopecurus creticus var. submuticus
- Alopecurus myosuroides subsp. tonsus
- Alopecurus myosuroides var. breviaristatus
- Alopecurus myosuroides var. compositus
- Alopecurus myosuroides var. latialatus
- Alopecurus myosuroides var. minor
- Alopecurus myosuroides var. myosuroides
- Alopecurus myosuroides var. salinus
- Alopecurus myosuroides var. tonsus
- Alopecurus myosuroides var. versicolor
- Alopecurus paniculatus
- Alopecurus purpurascens
- Alopecurus tonsus
- Phleum flavum
- Tozzettia agrestis